# Sonnanjärvi
Sonnanjärvi är en sjö i Finland. Den ligger i kommunen Kouvola i landskapet Kymmenedalen, i den södra delen av landet, 130 km nordost om huvudstaden Helsingfors. Sonnanjärvi ligger 70,9 meter över havet. I omgivningarna runt Sonnanjärvi växer i huvudsak blandskog. Arean är 1,55 kvadratkilometer och strandlinjen är 9,4 kilometer lång. Sjön  ingår i Kymmene älvs huvudavrinningsområde. 